# 功刀正行
功刀 正行（くぬぎ まさゆき、1947年 - ）は、日本の環境学者。

## 略歴
長野県諏訪市出身。長野県諏訪清陵高等学校を経て、東京理科大学理学部2部物理学科卒業。東京大学大学院農学生命科学研究科にて農学博士号取得。国立環境研究所 にて30年間大気汚染から海洋汚染まで様々な環境研究に従事。定年後は大学等での講義を中心に環境問題を解説しながら、フェリー、貨物船、世界一周クルーズ船等の篤志観測船による海洋環境観測を続けている。金沢大学客員教授、東京都健康長寿医療センター研究所統括安全管理責任者、国立環境研究所客員研究員、愛媛大学客員研究員、日本女子大学非常勤講師、東京理科大学非常勤講師・環境保全室勤務、放送大学非常勤講師、一般財団法人環境イノベーション情報機構専務理事等を務めている。

## 著書

### 単著
- 『海の色が語る地球環境 海洋汚染と水の未来』PHP研究所 2009年
- 『人間環境革命の世紀 気候変動と人間の関わりの歴史 科学と人間シリーズ』東洋書店 2015年

### 共著
- 『海の働きと海洋汚染』原島省共著 裳華房 1997年

### 監修
- 『気候危機！ 子どもたちが地球を救う』堤江実著 汐文社 2020年

### 解説
- 『水のミーシャ』文：堤江実 絵：出射茂 清流出版 2006年
- 『風のリーラ』文：堤江実 絵：出射茂 清流出版 2008年
- 『森のフォーレ』文：堤江実 絵：出射茂 清流出版 2009年